# Kennebec (patata)
La patata Kennebec è una varietà di patata di origine statunitense ora prodotta anche in Europa.

## Storia
Creata dal doppio incrocio tra la varietà ottenuta dalle patate Chippewa e Kathadin, con la varietà ottenuta dalle patate Earlaine e W-ras, è la "cultivar" più diffusa sul territorio italiano.

## Coltivazione
Il tubero, ha una maturazione che va dal "semi precoce" (maggio - giugno) al semi tardivo (settembre - ottobre).
Cresce molto bene anche in assenza di acqua ed è quindi largamente utilizzata nelle coltivazioni montane.

## Caratteristiche del tubero
I tuberi sono di forma tondo-ovale con "occhi" profondi.
Hanno una buccia giallo chiara, liscia, con polpa bianca.

## Caratteristiche morfologiche della pianta
La pianta di altezza medio - alta, ha le foglie molto grandi di colore verde o verde-chiaro.
La fioritura è scarsa, quando compare, i fiori hanno una tenue colorazione all'interno della corolla.

## Utilizzi
Avendo una polpa farinosa, la Kennebec è principalmente utilizzata in cucina per la preparazione degli gnocchi e della purea.

## Curiosità
La Kennebec per la sua provenienza di origine, viene anche chiamata l'Americana o la Kennedy, proprio come il presidente statunitense dei primi anni Sessanta, quando è stata introdotta la varietà.